# Saint-Just-de-Bretenières
Saint-Just-de-Bretenières är en kommun i provinsen Québec i Kanada. Den ligger i regionen Chaudière-Appalaches, i den sydöstra delen av landet, 400 km öster om huvudstaden Ottawa.